# Sara Butler
Sestra Sara Butler, članica Družbe misionarki Presvetoga Trojstva, radi kao profesorica dogmatske teologije na Bogosloviji St. Joseph u New Yorku. Donedavno je bila profesorica na Sveučilištu St. Mary of the Lake / Bogoslovija Mundelein. Predavala je na preddiplomskoin studiju na Sveučilištu u San Franciscu; na Koledžu St. Michael u Burlingtonu, Vermont; u Teološkoj školi u Claremontu; na Katehetskom i pastoralnom institutu Sveučilišta Loyola u New Orleansu, te na Sveučilištu Fairfield, prva je Amerikanka koju je papa Ivan Pavao II. imenovao članicom Međunarodne teološke komisije. Također je članica Međunarodne anglikansko-rimokatoličke komisije, Američkoga katoličkog teološkog društva i Društva za katoličku liturgiju. Doktorat iz sustavne teologije stekla je na Sveučilištu Fordham, licencijat iz teologije obranila je na Sveučilištu St. Mary of the Lake, a diplomirala je na Američkome katoličkom sveučilištu. O svećeničkom ređenju žena mnogo je pisala i održala mnoga predavanja. Djela: Katoličko svećeništvo i žene i dr.